# وادي خريط
قرية وادي خريط هي إحدى القرى التابعة لمركز نصر النوبة في محافظة أسوان في جمهورية مصر العربية.